# Anagale gobiensis
Anagale gobiensis és una espècie extinta de mamífer que visqué durant l'Oligocè inferior.

## Morfologia
Aquest animal, que mesurava 30 cm s'assemblava molt a un conill, amb la cua llarga i les orelles curtes, tot i que no podia saltar. La fesomia de les potes inferiors, més llargues i amb urpes en forma de pala, indica que A. gobiensis es movia sense saltar.

## Ecologia
El seu aliment consistia sobretot en escarabats i cucs, que agafava de terra amb les urpes.

## Restes
Se n'han trobat restes fòssils a Mongòlia. Les dents de molts exemplars estan desgastades, probablement perquè menjaven terra.